# Hokkien
Hokkien (chinesisch 福建話 / 福建话, Pinyin Fújiànhuà, Pe̍h-ōe-jī Hok-kiàn-oē), auf Min Nan (Minnan, 闽南语) auch Quanzhang (泉漳片) genannt – nach den Städten Quanzhou und Zhangzhou – ist eine Variante der südchinesischen Sprache Min Nan – also der südlichen Minsprache – und wird im Süden der Provinz Fujian, in Teilgebieten von Guangdong und Zhejiang und auf Taiwan gesprochen sowie von Auslandschinesen in Südostasien.
Der Name der Sprache leitet sich ab von der Provinz Fujian (obsolete Umschrift nach Post: „Hokkien“, „Fukien“), die in der Min-Nan-Sprache „Hokkien“ ausgesprochen wird. Daher war früher auch der Begriff „Hokkien-“ bzw. „Fukien-Dialekt“ geläufig. Die auf Taiwan gesprochene Mundart wird „Taiwanisch“ genannt.
Außerhalb Fujian wird Hokkien von Chinesen anderer Ethnien, insbesondere in Taiwan, auch als Heluohua (河洛话) bzw. Holo bezeichnet (vgl. unten Hoklo).

## Geographische Verteilung

Südliche Min-Sprache:
Hokkien in Dunkelgrün
Regiolekte:
Teo-Swa in Hellgrün
Zhongshan-Min in Türkis
Datian-Min in Hellblau
Zhenan-Min in Blau
Provinzen: Zhejiang, Fujian und Guangdong sowie Taiwan

Hokkien kommt ursprünglich aus der Provinz Fujian, einer Küstenregion, in der historisch viel Handel betrieben wurde. Durch Migration verbreitete sich dieser Sprachzweig über das Südchinesische Meer über weite Teile Asiens und ist mittlerweile die in Südostasien meistgesprochene Mundart der chinesischen Sprachfamilie.
Die ethnische Gruppe, die Hokkien als Muttersprache nutzt, sind die Hoklo, die neben ihren ursprünglichen Siedlungsgebiet in Fujian, Zhejiang, Guangdong, Hongkong, Macau und Taiwan hauptsächlich in den südostasiatischen Ländern aufzufinden sind, beispielsweise in Malaysia, Philippinen, Singapur, Indonesien, Myanmar und Thailand.

### Philippinen
Die etwa 1,5 Millionen philippinischen Chinesen (auf Hochchinesisch (Standardchinesisch) Feilübin Huaren und auf Tagalog Tsinoy; ungefähr 2 % der dortigen Bevölkerung) haben zu 98,5 % Hokkien als Muttersprache. Sie selbst bezeichnen die Sprache als Lan-Nang – „Sprache unseres Volkes“.

### Singapur
In dem multiethnischen Insel- und Stadtstaat Singapur sind 2,8 Millionen der insgesamt 3,4 Mio. Einwohner ethnische Chinesen. Der Staat fördert den Gebrauch der Hochsprache mit einer Speak Mandarin Campaign. Nach der offiziellen statistischen Erhebung 2015 sprachen die meisten Chinesen zu Hause vorwiegend die chinesische Hochsprache, Englisch oder Singlish; nur 16 % sprachen noch vorwiegend Hokkien oder andere „Dialekte“. Die meisten Singapur-Chinesen, die Hokkien sprechen, sind durch ihren Dachverband Singapore Hokkien Huay Kuan vereint bzw. repräsentiert.